# Людвіг Гофманн
Людвіг Гофманн (нім. Ludwig Hofmann; 9 червня 1900, Мюнхен — 10 жовтня 1935, Мюнхен) — німецький футболіст, що грав на позиції нападника. По завершенні ігрової кар'єри — футбольний тренер. Виступав за мюнхенську «Баварію» та національну збірну Німеччини.

## Клубна кар'єра
У дорослому футболі дебютував 1916 року виступами за команду клубу «Баварія», кольори якої і захищав протягом усієї своєї кар'єри гравця, що тривала цілих сімнадцять років.

## Виступи за збірну
1926 року дебютував в офіційних матчах у складі національної збірної Німеччини. Протягом кар'єри у національній команді, яка тривала 6 років, провів у формі головної команди країни 18 матчів, забивши 4 голи. Був учасником футбольного турніру на Олімпійських іграх 1928 року.

## Кар'єра тренера
Розпочав тренерську кар'єру невдовзі по завершенні кар'єри гравця, 1934 року, очоливши тренерський штаб клубу «Баварія», проте вже наступного року захворів на менінгіт і 10 жовтня 1935 помер через цю хворобу на 36-му році життя.